# رادیو تلویزیون هنگ کنگ

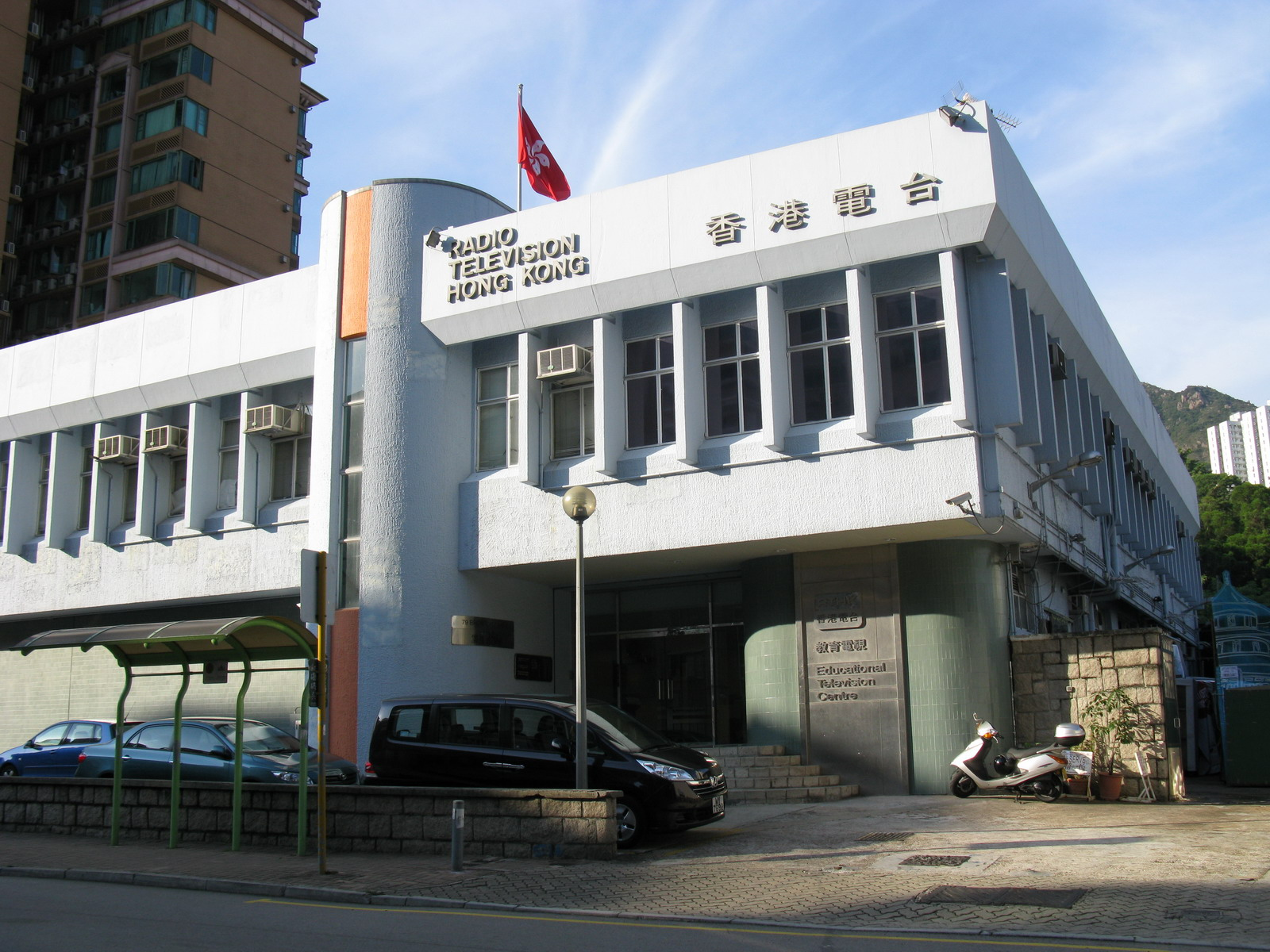
ساختمان رادیو تلویزیون هنگ کنگ

رادیو تلویزیون هنگ کنگ (انگلیسی: Radio Television Hong Kong؛ چینی: 香港電台) که با عنوانِ اختصاریِ آرتی‌اچ‌کی (انگلیسی: RTHK) شناخته می‌شود، رسانهٔ همگانی کشور هنگ کنگ است که در حال حاضر، مشتمل بر ۷ کانال رادیویی و ۳ شبکهٔ تلویریونی است و برنامه‌های آموزشی، سرگرم‌کننده و اجتماعی تولید و پخش می‌کند.
برخلاف شبکه‌هایی همچون بی‌بی‌سی و ان‌اچ‌کی که درآمدشان از طریق دریافت آبونمانِ ماهانه از مشتریان‌شان است، بودجهٔ «رادیو تلویزیون هنگ کنگ» از طریق دولت آن کشور و به‌طور سالیانه تأمین می‌شود و همچون شبکهٔ سی‌بی‌سیِ کانادا، زیرمجموعه‌ای از دولت محسوب می‌شود. با این وجود، این شبکه تلویزیونی به داشتن استقلال تحریریه مشهور است.